# EA Vancouver
EA Vancouver — розробник відеоігор, який спеціалізується на спортивних симуляторах. Компанія розташована в Бернабі. Студія відкрита в січні 1983 року — і є найбільшою студією Electronic Arts.
Нині в EA Vancouver працює понад 1800 чоловік — досі жодній ігровій компанії не вдавалося досягти такого числа працівників.

## Робоча площа
Компанія складається зі студії захоплення руху, двадцяти двох дорадчих кімнат, чотирнадцяти знімальних майданчиків, трьох студій виробництва, крила для створення і композиції звуків і музики та департаменту перевірки якості. Крім цих ключових площ, є також тренажерні та фітнес зали, кінотеатр, кафетерії, так звані «EAt», кафе-бар і кімната розваг. Будівля розташована поруч з горою Бернабі (англ. Burnaby Mountain).

## Історія
EA Vancouver є однією з основних студій американського гіганта-видавця комп'ютерних ігор Electronic Arts, що має безліч дочірніх компаній по всьому світу. EA, штаб-квартира якого розташована в місті Редвуд штату Каліфорнія, придбав EA Vancouver у 1991 році за $11 млн, коли ця канадська фірма була відома як Distinctive Software. На момент придбання Distinctive Software вже мала репутацію досвідченого розробника ряду гоночних і спортивних ігор (тоді її видавцем виступала Accolade). Ставши EA Vancouver, вона розробила багато ігор під брендом EA Games, EA, EA Sports і EA Sports BIG.
19 грудня 2008 року EA Black Box оголосила про закриття своєї ванкуверської студії і про переміщення інфраструктур у бернабійські об'єкти EA Vancouver в рамках загальної реструктуризації Electronic Arts. Посадові особи підкреслили, що EA BB буде залишатися незалежним від EA Vancouver. Процес завершився у червні 2009 року.
EA Black Box була заснована, коли EA придбав Black Box Games у 2002 році. Вона стала незалежною студією у 2005 році. EA BB відома тим, що заснувала серію Need for Speed.

## Розроблені ігри
Нижче наведено список ігор, розроблених EA Vancouver і EA Black Box.

### Під брендом EA Games / EA
Ці ігри видаються під брендом "EA Games"/«EA» (бренд «EA Games» зараз вже не використовується):
| Гра                                    | Дата виходу | Платформа |
| -------------------------------------- | ----------- | --- |
| Need for Speed: High Stakes            | 04.05.1999  | Windows, PlayStation |
| Need for Speed: Hot Pursuit 2          | 30.10.2002  | Windows, PlayStation 2, Xbox, GameCube |
| Need for Speed: Underground            | 17.11.2003  | Windows, PlayStation 2, Xbox, GameCube, Game Boy Advance                                                                                                 |
| James Bond 007: Everything or Nothing  | 11.02.2004  | PlayStation 2, Xbox, GameCube, Game Boy Advance |
| Def Jam: Fight for NY                  | 20.09.2004  | PlayStation 2, Xbox, GameCube |
| Need for Speed: Underground 2          | 09.11.2004  | Windows, PlayStation 2, Xbox, GameCube, Game Boy Advance, Nintendo DS, Mobile phone                                                                      |
| Need for Speed: Underground: Rivals    | 18.03.2005  | PlayStation Portable |
| Marvel Nemesis: Rise of the Imperfects | 20.09.2005  | PlayStation 2, Xbox, GameCube, PlayStation Portable, Nintendo DS                                                                                         |
| Need for Speed: Most Wanted            | 11.11.2005  | Windows, Xbox 360, PlayStation 2, Xbox, GameCube, PlayStation Portable, Nintendo DS, Game Boy Advance, Mobile phone                                      |
| Need for Speed: Most Wanted: 5-1-0     | 11.11.2005  | PlayStation Portable |
| Need for Speed: Carbon                 | 31.10.2006  | Windows, Mac OS X, PlayStation 3, Xbox 360, Wii, PlayStation 2, Xbox, GameCube, Zeebo, Game Boy Advance, Nintendo DS, PlayStation Portable, Mobile phone |
| Need for Speed: Carbon: Own the City   | 31.10.2006  | PlayStation Portable, Nintendo DS, Game Boy Advance |
| EA Replay                              | 14.11.2006  | PlayStation Portable |
| Skate                                  | 14.09.2007  | PlayStation 3, Xbox 360, Mobile Phone |
| EA Playground                          | 23.10.2007  | Wii, Nintendo DS |
| Medal of Honor: Heroes 2               | 13.11.2007  | Wii, PlayStation Portable |
| Need for Speed: ProStreet              | 14.11.2007  | Windows, PlayStation 3, Xbox 360, Wii, PlayStation 2, PlayStation Portable, Nintendo DS, Mobile phone                                                    |
| Need for Speed: Undercover             | 18.11.2008  | Windows, PlayStation 3, Xbox 360, Wii, PlayStation 2, PlayStation Portable, Nintendo DS, N-Gage 2.0, iPhone OS, iPod Touch                               |
| Skate It                               | 19.11.2008  | Wii, Nintendo DS |
| Skate 2                                | 21.01.2009  | PlayStation 3, Xbox 360 |
| MySims Racing                          | 08.06.2009  | Nintendo Wii, Nintendo DS |

### EA Sports BIG
Ці ігри видаються під брендом EA Sports BIG:
- Def Jam Vendetta
- FaceBreaker
- FIFA Street
- FIFA Street 2
- FIFA Street 3
- NBA Street
- NBA Street Vol. 2
- NBA Street V3
- NBA Street Showdown
- NBA Street Homecourt
- NFL Street
- NFL Street 2
- NFL Street 3
- NFL Tour
- SSX
- SSX Tricky
- SSX 3
- SSX On Tour